# تیم ملی بسکتبال آنگولا
تیم ملی بسکتبال آنگولا،نماینده آنگولا در مسابقات بسکتبال بین‌المللی، است و توسط فدراسیون بسکتبال آنگولا کنترل می‌شود. آنگولا در سال ۱۹۷۹ عضو فیبا شده.

## تاریخچه
آنگولا اولین بازی رسمی خود را برابر نیجریه انجام داد ، تحت مربی ویکتورینو کونا در تاریخ ۱ فوریه ۱۹۷۶با شکست ۶۲-۷۱.